# Манасков, Деян
Деян Манасков (макед. Дејан Манасков; род. 26 августа 1992, Кретей, Франция) — македонский гандболист, вингер клуба «Вардар» и сборной Северной Македонии. 
Сын гандболиста Пепи Манаскова. Старший брат гандболиста Мартина Манаскова (род. 1994).

## Карьера

### Клубная
Воспитанник школы «Борца», первый тренер Никола Бисинов. За «Металург» выступает с 2008 года. В 2015 году Манасков переходит в немецкий клуб Вецлар. В 2015 году Манасков возвращается в Македонию, начинает выступать за Вардар. В 2016 году Манасков переходит в немецкий клуб «Райн-Неккар Лёвен».

### В сборной
За сборную Северной Македонии сыграл более 70 матчей и забросил более 250 мячей.

## Награды
- чемпион Македонии: 2010, 2011, 2012, 2014, 2016
- Обладатель кубка Македонии: 2009, 2010, 2011, 2013, 2016

## Статистика
| Сезон   | Клуб              | Лига       | Матчи | Голы   | Голы   | Голы  |
| Сезон   | Клуб              | Лига       | Матчи | С игры | 7-метр | Всего |
| ------- | ----------------- | ---------- | ----- | ------ | ------ | ----- |
| 2014/15 | Вецлар            | Бундеслига | 14    | 69     | 0      | 69    |
| 2016/17 | Райн-Неккар Лёвен | Бундеслига | 28    | 26     | 5      | 21    |